# Бояршинов, Виктор Анатольевич
Ви́ктор Анато́льевич Боя́ршинов (1919—1991) — советский инженер-технолог, специалист в области химии и технологии взрывчатых веществ. Лауреат Ленинской премии (1963).

## Биография
Родился 13 мая 1919 года в городе Кинель.
В 1943 году окончил Куйбышевский индустриальный институт. С 1941 года учась в институте, проходил производственную практику в городе Чапаевске на оборонном заводе № 15. С 1943 по 1956 годы работал в городе Чапаевске на оборонном заводе № 309 НКВ СССР — мастером, помощником начальника цеха, начальником Центральной заводской лаборатории и начальником цеха.
С 1956 года работал в системе ПГУ при Совете Министров СССР. С 1956 года направлен в закрытый город Челябинск-70 во Всесоюзный научно-исследовательский институт технической физики. С 1956 по 1966 годы был организатором проектирования и строительства, а после окончания строительства был назначен руководителем цеха по изготовлению элементов ядерных зарядов из водосодержащих соединений лития. С 1966 по 1987 годы — старший инженер — заместитель главного технолога ВНИИТФ, внёс значительный вклад в становление и развитие Государственного завода № 2 (изготовление опытных образцов изделий из взрывчатых веществ и гидрида лития для ядерных и термоядерных зарядов) ВНИИТФ.
Умер 21 августа 1991 года в городе Челябинск-70 Челябинской области.

## Награды
- Ленинская премия (1963)